# トーマス・バーガー
トーマス・バーガー（Thomas U. Berger、1962年1月9日 - ）は、アメリカ合衆国の政治学者、ボストン大学国際関係学部准教授。専門は、国際関係論、とくにドイツおよび日本の安全保障政策、および政治文化論。
コネチカット州生まれ。1987年秋から1988年春まで東京大学にて佐藤誠三郎のもとで学ぶ。1992年にマサチューセッツ工科大学で博士号を取得。ジョンズ・ホプキンス大学政治学部助教授を経て、現職。なお、父親はボストン大学元教授で著名な社会学者で神学者でもあるピーター・L・バーガー。

## 著書

### 単著
- Cultures of Antimilitarism: National Security in Germany and Japan, (Johns Hopkins University Press, 1998).
- War, Guilt, and World Politics after World War II, (Cambridge University Press, 2012).

### 共編著
- Japan in International Politics: the Foreign Policies of an Adaptive State, co-edited with Mike M. Mochizuki and Jitsuo Tsuchiyama, (Lynne Rienner, 2007).